# 대동아회의

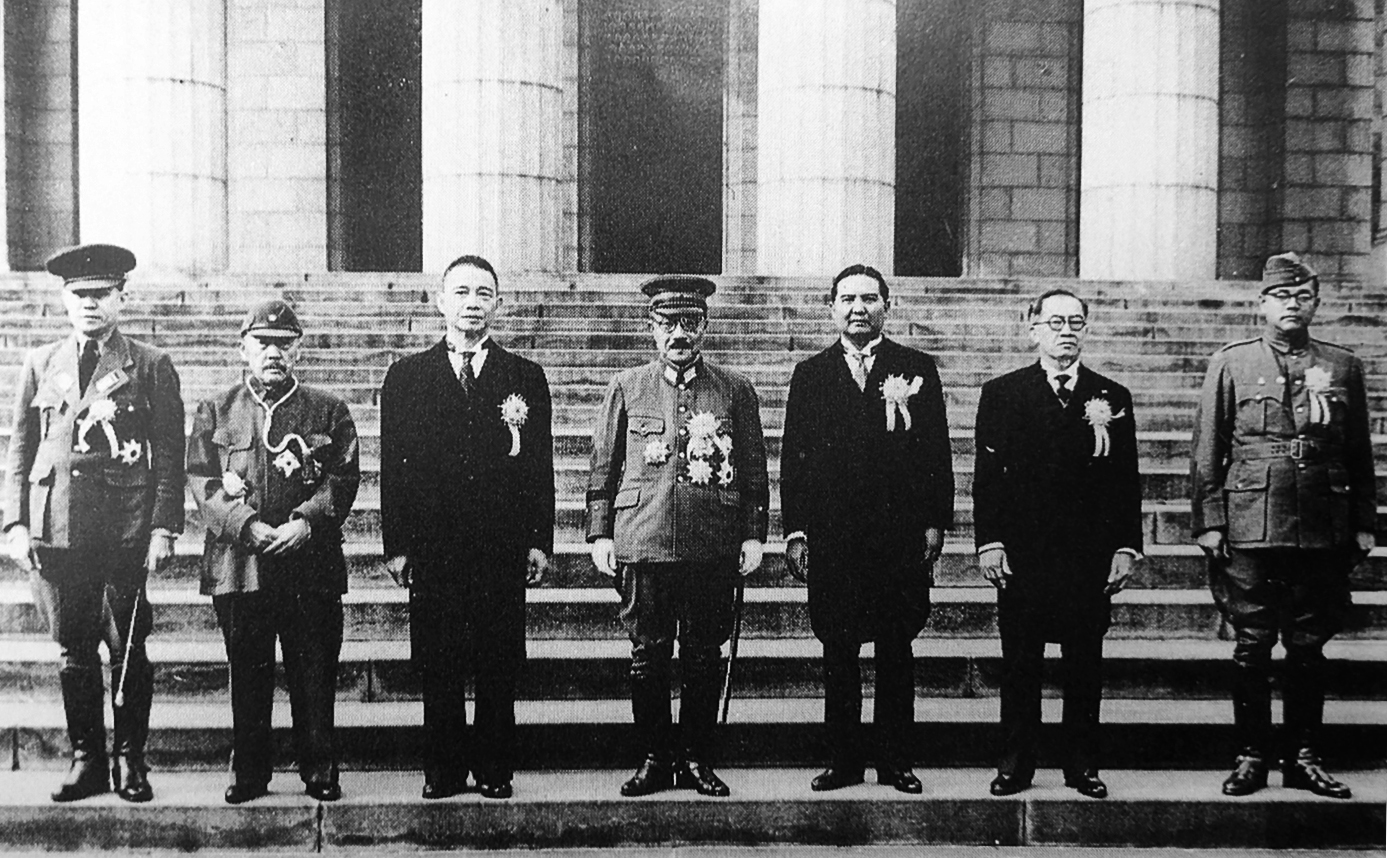
1943년 11월 5일 대동아 회의에 참가한 각국 수뇌부들.(일본 제국 의사당 앞에서 기념 촬영) 왼쪽으로부터 버마의 바 마우, 만주국의 장징후이, 난징 국민정부(중화민국)의 왕징웨이, 일본 제국의 도조 히데키, 태국의 완 와이타야꼰, 필리핀의 호세 라우렐, 인도 임시정부의 찬드라 보세.

대동아회의(일본어: 大東亜会議)는 1943년 11월 5일과 11월 6일 동안에 일본 제국 정부가 도쿄에서 주최한 정상회의를 말한다. 이 회의에는 일본 제국을 비롯하여 만주국, 난징 국민정부(중화민국), 태국, 버마국, 필리핀 제2공화국 6개국이 참여하여 아시아 각국 지도자급에 해당되는 친일 인사들이 참가했다.
이 회의를 통해서 ‘태평양 전쟁의 완수’, ‘대동아 공영권의 건설’, ‘자주 독립의 존중’, ‘호혜 제휴’ 등을 채택하고, 이른바 대동아선언을 발표하여 ‘대동아가 미국과 영국의 질곡에서 벗어나자’는 등의 공동선언으로 동아시아와 동남아시아에서 일본 제국 세력의 우위를 획책하려 하였다. 이 회의는 역사상 처음으로 유색인종만이 일당에 모여서 행하여진 정상회의였다.

## 참석자
- 일본 제국: 도조 히데키 내각총리대신
- 만주국: 장징후이 총리대신
- 왕징웨이 정권: 왕징웨이 행정원장
- 버마국: 바 모 국가수반 겸 총리
- 자유 인도 임시정부: 수바스 찬드라 보스 수반
- 필리핀 제2공화국: 호세 라우렐 대통령
- 태국: 완 와이타야꼰 정부 대표

## 참고 서적
- 《역사비평》, 1994년 가을호. p74
- 《20세기 일본의 역사학》, 나가하라 게이지, 삼천리

## 같이 보기
- 반둥 회의